# Lac d'Auronzo
Le lac d'Auronzo, également connu sous le nom de lac Santa Caterina, est un lac artificiel situé près de la commune d'Auronzo dans les Dolomites de la province de Belluno.

## Histoire
En 1930, les travaux de construction du barrage ont commencé afin de bloquer le cours de la rivière Ansiei, créant un bassin d'environ 2 km de long, capable de recueillir 625 000 m3 d'eau.
Le projet et la direction de construction du barrage sont l'œuvre de l'ingénieur Gino Visentini Scarzanella, avec la collaboration de Gaudenzio Fantoli.
Le barrage lui-même mesure 55 mètres de haut, 35 mètres d'épaisseur à la base et 5,5 mètres à son sommet. Les travaux ont pris fin en janvier 1932. Il a été donné en concession à la Société des forces hydrauliques d'Alto Cadore, à la SADE, au groupe de Marco Barnabo et Valentino Vascellari, sociétés qui ont finalement été nationalisées par ENEL en 1962.
Le nom Santa Caterina dérive du fait que le barrage se termine là où se trouve une petite chapelle datant d'environ 1500, dédiée à la sainte. Les courses du Cadore Motorboat Grand Prix ont eu lieu sur le lac, tandis que les championnats de canoë-kayak se tiennent encore aujourd'hui.

## Données techniques
- Superficie : 0,49 km2 ;
- Superficie du bassin versant : 225 km2 ;
- Altitude au réglage maximum : 826,21 m ;
- Altitude maximale inondée : 830 m ;
- Altitude maximale du bassin versant : 3 221 m ;
- Profondeur maximale : 49,1 m ;
- Volume : 6,25 millions de mètres cubes[1].